# PfSense
pfSense – firewall i oprogramowanie systemowe routerów bazujące na systemie operacyjnym FreeBSD. Podobnie jak inne systemy operacyjne, pfSense może zostać zainstalowany na osobnym, bootowalnym dysku albo na wirtualnej maszynie. Zarówno firewallem, jak i samym systemem można zarządzać za pomocą panelu dostępnego przez przeglądarkę internetową, tzw. WebGUI.
W 2021 roku powstały dwie niezależnie rozwijane edycje: darmowa Community Edition (CE) oraz komercyjna pfSense Plus. pfSense Plus jest zamkniętym forkiem darmowej, otwartoźródłowej edycji.

## Historia wydań
4 października 2006 roku została wydana wersja 1.0 pfSense przez Chrisa Buechlera i Scotta Ullricha. Od pierwszej wersji była to specjalna edycja FreeBSD, inspirowana dystrybucją m0n0wall. Chris Buechler już wcześniej pracował nad zmianami w samym m0n0wall, ale ten system działał w całości w pamięci RAM, podczas gdy pfSense miał się wyróżniać tym, że można go było zainstalować również na zwykłym dysku.
We wrześniu 2011 roku została wydana wersja 2.0 oparta na FreeBSD 8.1 z WebGUI opartym na PHP 5.2. W notce wydawniczej opiekunowie projektu wymienili trzy firmy wspierające, które oferowały wówczas swój sprzęt z preinstalowanym pfSense: Netgate, Hacom oraz ApplicanceShop.
Na początku 2021 roku wydano wersję 2.5, która była jednocześnie pierwszą wersją pfSense Plus oznaczoną jako 21.02. W tej wersji zaktualizowano jądro systemu oraz dodano implementację protokołu WireGuard, umożliwiającego tworzenie wirtualnych sieci prywatnych (VPN), co ma umożliwiać szybsze nawiązywanie połączenia niż dla OpenVPN.